# Замок Бейліборо
Замок Бейліборо (англ. Bailieborough Castle, ірл. Caisleán Choill an Chollaigh) — кашлен на Койлл на Холайх — один із замків Ірландії, розташований у графстві Каван, біля однойменного селища Бейліборо. Замок був побудований на землі вотчини Бейліборо в 1629 році. Замок відомий також як Кастл-Хаус, Лісгар-Хаус, або просто «Замок». Побудований на північний захід від замку Кастл-Лох, на північний захід від селища Бейліборо. Нині замок лежить у руїнах. Існує пішохідна стежка довжиною 1,9 милі навколо руїн замку. Ірландська назва замку означає «Замок Лісу Вепра».

## Історія
Землі вотчини Бейліборо отримав у володіння шотландський колоніст Вільям Бейлі в 1610 році. У ті часи Англія завершила завоювання Ірландії й почала нову хвилю колонізації Ірландії — ірландців зганяли з їх споконвічних земель, а землі отримували шотландські та англійські колоністи. Таких колоністів в Ірландії називали «трунарі». У ті часи ці землі називалися Тонергі або Тандрагі. Король Англії та Шотландії Джеймс І дарував землі в Східному Брейфне — колись незалежному ірландському королівстві колоністу Вільяму Бейлі з умовою, що він побудує на цих землях замок для захисту цих земель від бунтівних ірландських кланів і організує оборону цього замку. Замок Бейліборо він збудував у 1629 році.
У 1641 році спалахнуло повстання за незалежність Ірландії. На замок Бейліборо напав ірландський клан О'Рейллі на чолі зі своїм вождем полковником Х'ю О'Рейллі. Замок деякий час перебував у руках повстанців і над ним підняли прапор Ірландської конфедерації. Потім англійська армія знову зайняла замок Бейліборо. Вільям Бейлі помер в 1648 році, коли війна ще тривала. Замок перейшов до його сина Вільяма Бейлі — єпископа Клонферта та Кілмакдуаха. Єпископ помер в 1664 році. Замок успадкувала його дочка, що вийшла заміж за Джеймса Гамільтона. Після його смерті замок успадкував їх син Генрі Гамільтон — депутат парламенту Ірландії, що загинув від час якобінських війн при облозі Лімерика. Замок успадкував його син — Джеймс Гамільтон. Він продав замок та маєток у 1724 році майору Чарльзу Стюарту — племіннику та спадкоємцю генерала Вільяма Стюарта. Він не жив в цих місцях і маєток занедбав.
Чарльз Стюарт помер у 1740 році і передав замок та маєток своєму синові — Вільяму Стюарту, ща займав посаду Верховного Шерифа графства Каван у 1749 році, був депутатом парламенту Ірландії в 1783—1793 роках. Він був випадково вбитий у 1795 році. Замок та маєток успадкував його племінник — Томас Чарльз Стюарт Коррі. Він продав замок та маєток полковнику Вільяму Янгу в 1814 році.
Полковник Янг перебудував селище Бейліборо — селище набуло свого нинішнього вигляду. Він отримав титул І баронета Янг Бейліборо в 1821 році. Він помер в 1835 році. Замок успадкував його старший син Джон Янг — І барон Лісгар. Він обіймав посаду Головного секретаря Ірландії. Потім став генерал-губернатором Канади. Він отримав титул І барона Лісгар в 1870 році, подав у відставку, зайнявся ремонтом замку. Леді Лісгар померла в 1895 році. Після цього частина землі маєтку була продана орендарям згідно Закону Ашборн.
Замок продали серу Стенлі Кохрейну. Він продав замок своєму племіннику містеру В. Л. Б. Кохрейну. Більша частина маєтку була продана в 1910 році Лісовому відділу Департаменту земельних ресурсів Великої Британії. У 1915 році замок, 100 акрів землі маєтку були продані релігійному ордену — Братам Марістам Атлона. Деякі діячі цього братства були поховані безпосередньо біля замку. У 1918 році замок вщент згорів. Братство спробувало його відбудувати. У 1936 році вони продали замок та маєток Департаменту земельних ресурсів Ірландії і пішли в небуття. Після цього замок став нікому не потрібен і остаточно зруйнувався.